# Madeira-Natternkopf
Der Madeira-Natternkopf (Echium candicans), auch Stolz von Madeira genannt, ist eine Pflanzenart aus der Gattung der Natternköpfe (Echium) in der Familie der Raublattgewächse (Boraginaceae). Sie kommt endemisch nur auf Madeira vor.

## Beschreibung

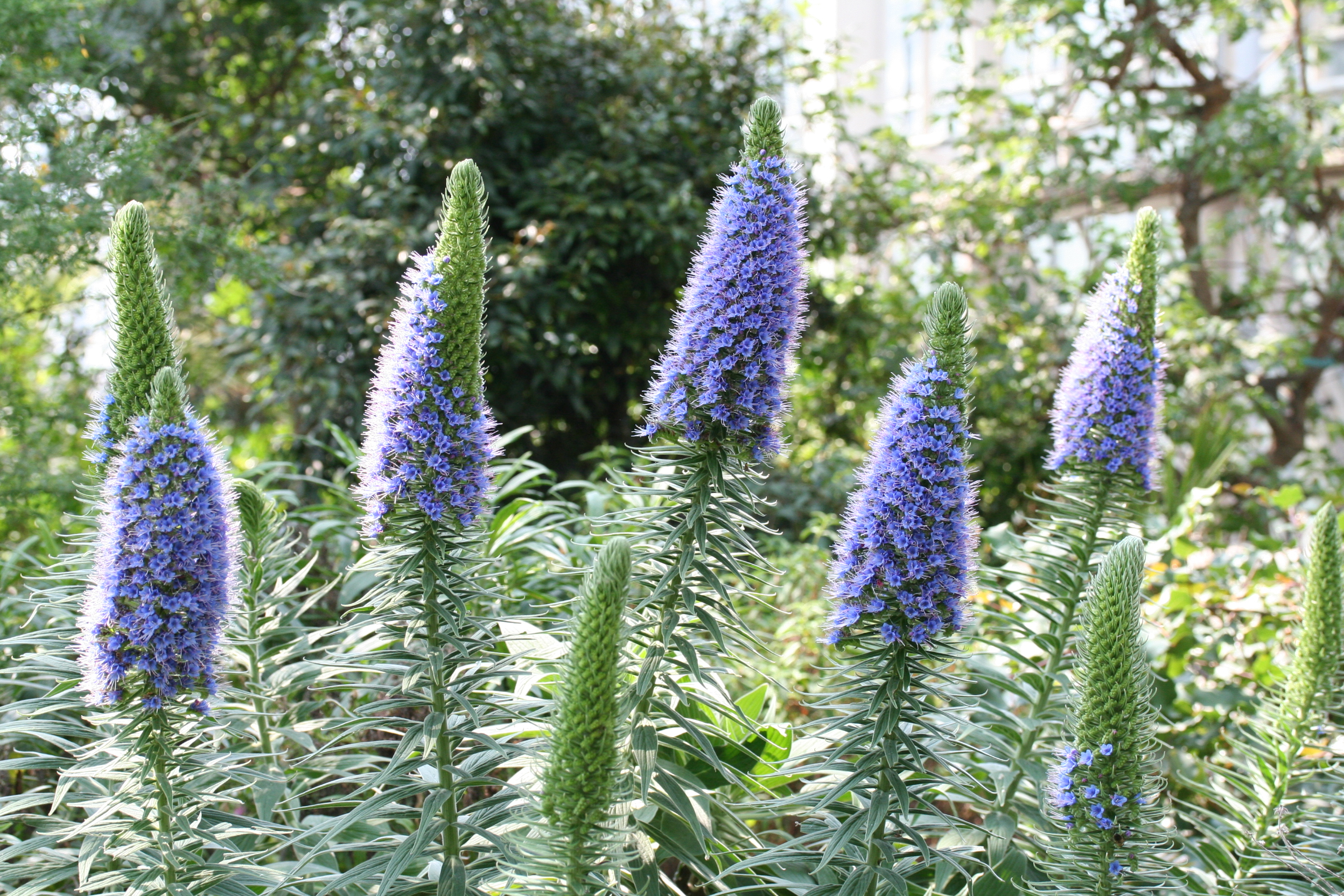
Blütenstand von der Seite

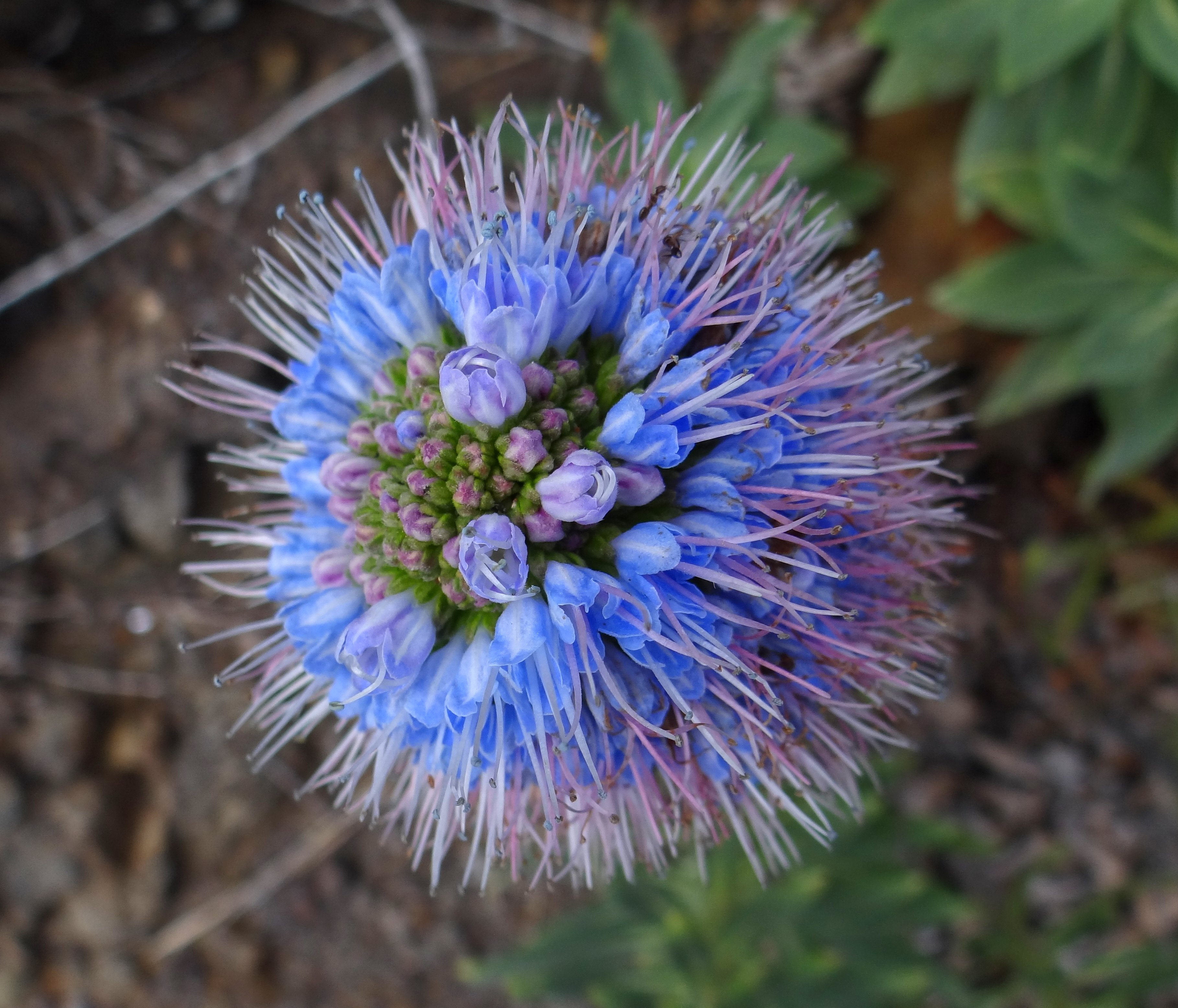
Blütenstand von oben

Echium candicans kann von den beiden anderen strauchförmigen, auf Madeira endemischen Natternkopf-Arten, E. nervosum und E. porto-sanctensis, unterschieden werden an den längeren und dichteren Blütenständen, der langen, abstehenden (nicht anliegenden) Behaarung und den am Ende zugespitzten Blättern.

### Vegetative Merkmale
Der Madeira-Natternkopf wächst als 1 bis 2 Meter hoher Strauch, meist mit Kandelaber-artiger Wuchsform. Die Blütenstände sitzen nicht am Endtrieb, sondern endständig an Seitentrieben. Die Borke ist weißlich und löst sich papierartig von den Trieben. Die kurz gestielten Laubblätter sind lanzettlich bis eiförmig-lanzettlich und am Ende lang zugespitzt, sie erreichen eine maximale Länge von etwa 25 Zentimeter und eine Breite von 2 bis 4 Zentimeter. Die unteren Blätter sind mehr als fünfmal so lang wie die oberen. Die adaxiale (dem Spross zugewandte) Seite der Blattspreite ist dunkel grün, die abaxiale etwas heller grün gefärbt mit prominent vortretenden Blattadern, alle Teile sind abstehend dicht und weich, relativ lang, samtartig behaart.

### Generative Merkmale
Viele Blüten und Tragblätter befinden sich in einem dichten, schmal langgestreckten Blütenstand, dieser erreicht 10 bis 25, maximal 47 Zentimeter Länge. Die zwittrigen, sitzenden Blüten sind fünfzählig mit doppelter Blütenhülle und im Gegensatz zu den Blüten der meisten anderen Gattungen der Boraginaceae schwach zygomorph. Sie sind blau oder violett gefärbt. Der Kelch ist 4 bis 5 Millimeter lang, grün gefärbt ohne dunklere Aderung und behaart, mit lanzettlichen, zugespitzten Kelchzipfeln. Die Blütenkrone ist blau bis violett, oft mit einem weißen Streifen auf jedem Zipfel, die Blütenröhre ist 9 bis 11 Millimeter lang, die Zipfel am Ende gerundet oder abgestutzt. Die Staubfäden sind rosa gefärbt, die Antheren weißlich.

## Verbreitung, Ökologie und Standort

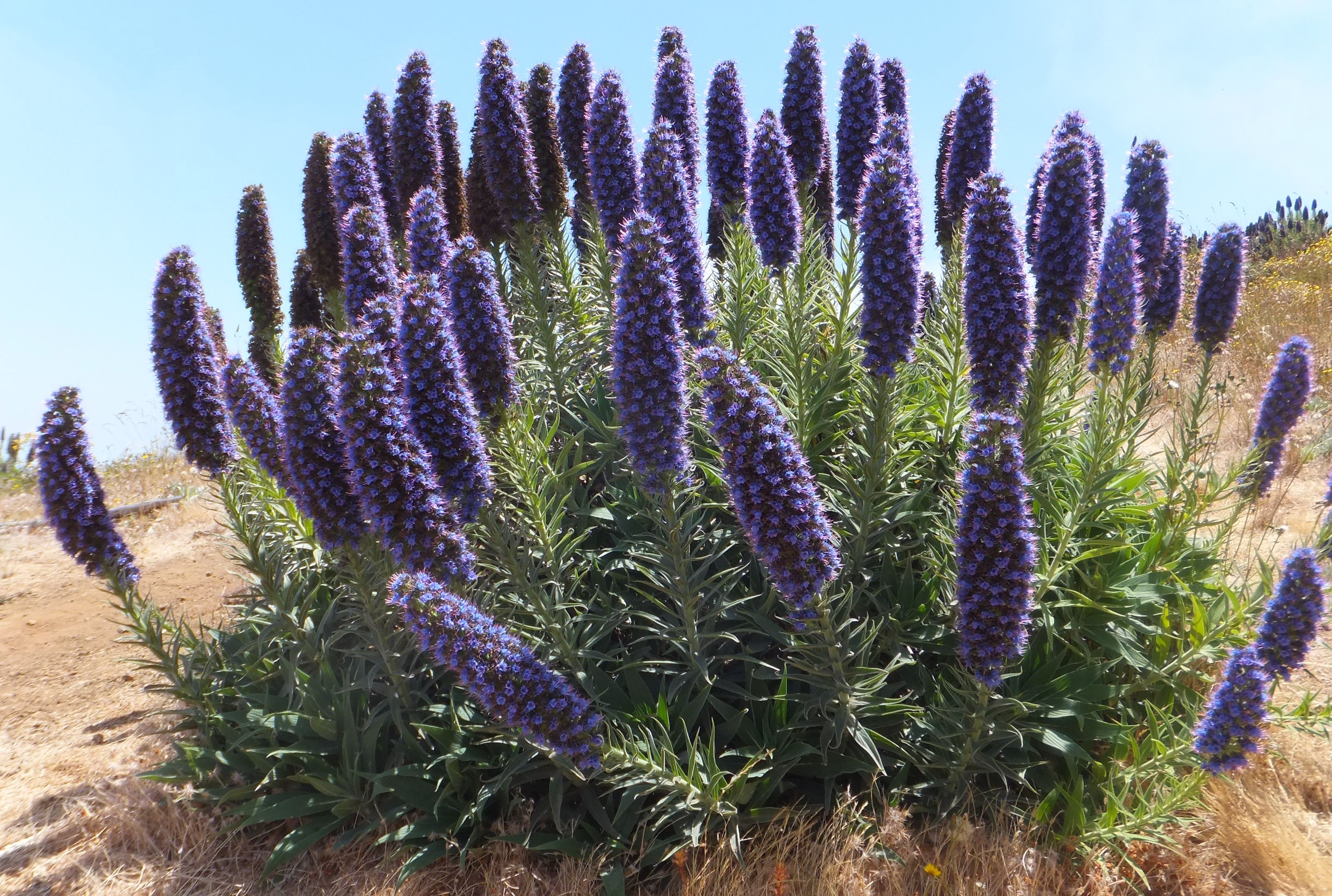
Madeira-Natternkopf auf dem Pico do Arieiro

Die Art kommt autochthon ausschließlich auf Madeira vor und fehlt den anderen Inseln der Inselgruppe. Sie wächst hier relativ häufig in einer Höhe von etwa 800 bis 1200 Metern im zentralen Teil der Insel, am oberen Ende der Höhenverbreitung des Lorbeerwalds und in offener, heideartiger Vegetation.
Heute ist der Madeira-Natternkopf in anderen Regionen mit ähnlichem Klima weltweit aus der Kultur verwildert und wird teilweise als „invasiver“ Neophyt betrachtet, zum Beispiel in Kalifornien.

## Taxonomie
Die Erstveröffentlichung von Echium candicans erfolgte 1782 durch Carl von Linné dem Jüngeren. Ein Homonym ist Echium candicans Lam., veröffentlicht 1792. Synonyme für Echium candicans L. f. sind: Argyrexias candicans Raf., Echium brachyanthum Hornem., Echium cynoglossoides Desf., Echium densiflorum DC., Echium macrophyllum Lehm., Echium maderense Steud., Echium marianum Boiss., Echium pallidum Salisb., Echium pavonianum Boiss., Echium truncatum auct.
Innerhalb der Gattung gehört die Art in die Sektion Virescentia, die strauchförmig wachsende Arten Makaronesiens umfasst.
Nach phylogenomischen Daten (Untersuchung der Verwandtschaft anhand des Vergleichs homologer DNA-Sequenzen) ist die Art nahe verwandt mit den anderen strauchartigen Echium-Arten der makaronesischen Inseln, die gemeinsam eine Klade bilden. Über das Schwestergruppenverhältnis gibt es widersprüchliche Angaben, insbesondere ist unklar, ob die Art mit dem ebenfalls auf Madeira wachsenden Echium nervosum näher verwandt ist als mit einigen der kanarischen Arten.

## Nutzung
Der Madeira-Natternkopf wird in Gebieten mit mediterranen Klima als Zierpflanze in Parks und Gärten verwendet.